# نادي الرد
نادي الرد الرياضي هو فريق كرة قدم عراقي مقره بغداد ويلعب في دوري الدرجة الثانية العراقي.

## تاريخ
تأسس نادي الرد السريع لكرة القدم كفريق قبل تأسيس النادي بعدة سنوات، وكان من ضمن الفرق التي لعبت في كأس وزير الداخلية عام 2019.
في 7 مارس\آذار 2022م تأسس نادي الرد السريع وحصل على دعم مباشر من وزارة الشباب والرياضة. وهو نادي متعدد الرياضات حيث يضم حوالي 20 فريق في رياضات مختلفة.
لعب فريق كرة القدم في الموسم الأول 2022–23 في دوري الدرجة الثالثة العراقي، مجموعة بغداد 1، المكونة من 6 فرق، وقدم أداءً جيدًّا. استمر في صدارة المجموعة حتى المباراة الأخيرة أمام بلادي، هزمه بفارق كبير (10-2)، وصعد إلى دوري الدرجة الثانية العراقي.
وفي أبريل\نيسان 2023 تم حل الأندية المرتبطة بوزارة الداخلية باستثناء ثلاثة أندية وهي الشرطة والحدود وآليات الشرطة،  ولكن تحت تأثير رئيس النادي قائد قوات الرد السريع تم الإبقاء على نادي الرد السريع وعدم حله وشارك في دوري الدرجة الثانية العراقي. تم تغيير اسم النادي من نادي الرد السريع إلى نادي الرد في نهاية عام 2023.